# 沖繩時報
沖繩時報（日语：沖縄タイムス）是日本沖繩縣的一份報紙，由株式會社沖繩時報社發行。與琉球新報同屬沖繩縣兩大報紙之一。

## 历史
沖繩時報於1948年7月1日創刊。其論調為反美軍基地、和平主義、非武装中立、革新左派。原分晨刊和晚刊，2009年3月以後廢除晚刊，僅保留晨刊。